# Chorizema glycinifolium
Chorizema glycinifolium är en ärtväxtart som först beskrevs av James Edward Smith, och fick sitt nu gällande namn av George Claridge Druce. Chorizema glycinifolium ingår i släktet Chorizema och familjen ärtväxter. Inga underarter finns listade i Catalogue of Life.